# Tipula (Lunatipula) leeuweni
Tipula (Lunatipula) leeuweni is een tweevleugelige uit de familie langpootmuggen (Tipulidae). De soort komt voor in het Palearctisch gebied.